# Kabaw Valley
Kabaw Valley är en dal i Myanmar.   Den ligger i regionen Sagaingregionen, i den nordvästra delen av landet, 500 km norr om huvudstaden Naypyidaw.